# Flakpanzer 38(t)
A Flakpanzer 38(t) (hivatalos nevén Flakpanzer 38(t) auf Selbstfahrlafette 38(t) Ausf M (SdKfz 140)) egy német önjáró légvédelmi gépágyú volt a második világháborúban.

## Tervezés
A németek a csapat-légvédelmet különféle féllánctalpas vontatókra telepített önjáró légvédelmi lövegekkel biztosították (Sd.Kfz. 7/1, Sd.Kfz. 10/4). Ezek a járművek azonban sebezhetőnek bizonyultak, ezért már a háború elején igény mutatkozott teljesen páncélozott, lánctalpas alvázra épülő légvédelmi harcjárművekre. Az első ilyen próbálkozás eredménye az 1941-ben kis példányszámban épült Flakpanzer I könnyű légvédelmi-páncélos lett, amely azonban nem váltotta be a hozzá fűzött reményeket. A fejlesztéssel ezt követően leálltak, mivel a Luftwaffe a háború első felében mind a keleti, mind az észak-afrikai fronton uralta a légtereket, és az ellenséges légi tevékenység is elenyésző volt. 1943-tól kezdve azonban a Wehrmacht számára egyre súlyosabb problémát jelentett a szövetségesek növekvő légifölénye. A ellenséges gépek jelentős veszteségeket okoztak a Wehrmacht számára, amit a német hadiipar már nehezen tudott pótolni.
1943 októberében Hitler engedélyt adott egy „ideiglenes megoldásnak” szánt típus sorozatgyártására, amely a Flakpanzer 38(t) Gepard elnevezést kapta. A Flakpanzer 38(t) alvázául a cseh gyártmányú LT–38-as harckocsi szolgált. A járművet 1943 novemberétől 1944 februárjáig gyártották és 1944-ben lépett szolgálatba. Mivel a jármű alapjául a 38(t) Ausf M alváza szolgált, így a motor majdnem középen helyezkedett el, a fegyverzetet pedig hátulra helyezték, egy különlegesen tervezett páncélozott részbe. A jármű fegyverzete egy 20 mm-es FlaK 38 típusú légvédelmi gépágyú volt, amely 180-220 lövés/perces tűzgyorsasággal és 3200 méteres maximális lőtávolsággal rendelkezett. A páncélzat felső része lehajtható volt, hogy lehetővé tegye a 360 fokos körbeforgatást alacsony irányzásnál. A löveget -5 és +90 fok közötti függőleges tartományban lehetett mozgatni. A jármű lőszerkészlete 1040 darab 20 mm-es lövedékből állt. A második világháború alatt összesen 141 Flakpanzer 38(t) készült, beleértve az egyszerű prototípust is.

## Szolgálat
Flakpanzer 38(t)-ast szántak minden harckocsi alakulatba (Panzer Abteilung), mint légvédelmi fegyvert. A legtöbb jármű a nyugati frontra került, a maradékot a keleti frontra küldték. Az egyik használó alakulat a 12. SS Páncéloshadosztály volt.
A háború későbbi éveiben a Flakpanzer 38(t) egyetlen 20 mm-es Flak főfegyverzete nem volt elégséges az ellenséges repülőgépek ellen, és könnyű prédává tette a szövetségesek zuhanóbombázói számára. Ezután az 1944-es év folyamán a járművet kezdték kiszorítani a sokkal ütőképesebb Flakpanzer IV-esek.
A páncélzat lehajtható felső része miatt a Flakpanzer 38(t)-t gyakran gyalogság, páncélozatlan vagy könnyen páncélozott járművek ellen vetették be.

## Fordítás
- Ez a szócikk részben vagy egészben  a   Flakpanzer 38(t) című angol Wikipédia-szócikk fordításán alapul.  Az eredeti cikk szerkesztőit annak laptörténete sorolja fel. Ez a jelzés csupán a megfogalmazás eredetét és a szerzői jogokat jelzi, nem szolgál a cikkben szereplő információk forrásmegjelöléseként.